# Grand Concourse Apartments
Grand Concourse Apartments  es un edificio histórico ubicado en Miami Shores, Florida.  Grand Concourse Apartments se encuentra inscrito  en el Registro Nacional de Lugares Históricos desde el 2 de diciembre de 1985.  

## Ubicación
Grand Concourse Apartments se encuentra dentro del condado de Miami-Dade en las coordenadas 25°51′50″N 80°11′21″O / 25.863889, -80.189167.